# 大西秀人
大西 秀人（おおにし ひでと、1959年〈昭和34年〉8月23日 ‐ ）は、日本の総務官僚、政治家。香川県高松市、第16代市長（5期目）。香川県広域水道企業団副企業長。

## 来歴
香川県綾歌郡飯山町（現丸亀市飯山町）出身。香川県立丸亀高等学校、東京大学法学部卒業。1982年（昭和57年）4月、自治省入省。島根県総務部長、総務省自治財政局地域企業経営企画室長、総務省情報通信政策局地域放送課長などを務め退官。

### 1期目
2006年（平成18年）9月、増田昌三市長が市議会で引退を表明した。市議会の保守系最大会派同志会の出馬要請に応えて総務省を退官し、11月に立候補を表明。自民・公明の推薦を受け、連合香川・自治労県本部と政策協定を締結し、マニフェストを纏めて無所属で出馬した
。
2007年4月15日告示の市長選挙は、大西以外に届け出がなく、初の新人無投票当選になった。当選後、「都市の中枢拠点性を強化し、すべての市民が暮らすことに誇りを持てる高松をつくり上げたい」と抱負を述べた。
マニフェストは、「イノベ―ト高松～夢と誇りを持て！」、「文化の重視」と「人間性の回復」を基本理念とし、「真の田園都市・高松」の構築をキャッチフレーズに掲げた。「高松・まちづくり」、「高松・人づくり」」、「高松・行政改革」をスローガンとし、「7つの政策キーワードに50の施策」を掲げた。
市長選挙で掲げた「文化の重視」と「人間性の回復」を基本理念としたマニフェストに沿って、第5次総合計画の策定や自治基本条例の制定、自転車を活用したまちづくりなどを推進した。

### 2期目
2010年（平成22年）12月議会で、「引き続いてかじ取り役を担いたい」と無所属での再選出馬を表明した。告示前に市議会の自民・公明会派や連合香川と政策協定を結んで支援体制を整えた。2011年2月、新マニフェストを発表した。
2011年4月17日告示の市長選挙は、現職であった大西以外に届け出がなく、初の2期連続の無投票当選になった。当選後、新マニフェストに掲げた施策を着実に実行に移し、高松市のさらなる飛躍発展を図る。特に「コミュニティーの再生」と「安全安心な生活の保障」は最重点で取り組みたいと抱負を語る。
新マニフェストは、「刷新継続！」をキャッチフレーズに掲げた。「高松クリエイティブ・イノベーション～創造性豊かな海園・田園・人間都市へ」をテーマとし、「12の政策キーワードに60の施策」を掲げた。
市長選挙で掲げたマニフェストに沿って、地域コミュニティーの再生や創造都市の構築などを推進した。

### 3期目
2015年（平成27年）4月19日告示の市長選挙は、無所属で現職の大西秀人に、無所属新人の元共産党市議の多田久幸が挑む、12年ぶりの選挙戦になった。4月26日の投開票結果は、現職の大西が3選を果たした。当選後、「かじ取り役の責任を果たしながら目に見える形で成果を示したい」と語る。投開票結果は下記の通り。
※当日有権者数：345,690人 最終投票率：47,61%（前回比：pts）
| 候補者名 | 年齢 | 所属党派 | 新旧別 | 得票数    | 得票率 | 推薦・支持      |
| -------- | ---- | -------- | ------ | --------- | ------ | --------------- |
| 大西秀人 | 55   | 無所属   | 現     | 130,673票 | 83.1%  | 推薦：自民 公明 |
| 多田久幸 | 69   | 無所属   | 新     | 26,668票  | 16.9%  | 推薦：共産      |

新マニフェストは、「イノベーションを継続！ 創造性豊かな海園・田園・人間都市へ」をキャッチフレーズに掲げる。テーマを、「3つの指向」を意識して施策を展開し、「3つの方法論」を徹底して市政の信頼回復に努めるとし、「7つの都市づくりをキーワードに60の施策」を掲げた。
市長選挙で掲げたマニフェストに沿って、高松市防災合同庁舎・高松市立みんなの病院・屋島レクザムフィールドなどの拠点施設の整備を進めた。また、空き家の適正管理や活用に関する条例の制定、MICEの誘致による振興戦略の策定なども推進した。2018年4月、新たに設立された香川県広域水道企業団副企業長。

### 4期目
2019年4月14日告示の市長選挙は、現職であった大西以外に届け出がなく、無投票当選で4選が決まった。当選後、「高松型地域共生社会」の構築や「コンパクト・プラス・ネットワーク」のまちづくりを重点に取り組みたい」と抱負を述べた。
新マニフェストは、「瀬戸内創造拠点都市・高松の更なる進化を」・「独創指向」、「未来指向」、「世界指向」を大切にして"持続可能で多様性を尊重する共生都市"を目指すをキャッチフレーズに掲げる。「老若男女の笑顔が輝く元気な高松の創生」をテーマとし、「6つのまちづくりをキーワードに63の施策」を掲げた。
同年12月3日、LGBTなど性的少数者のカップルが婚姻に相当する関係にあると認める「パートナーシップ宣誓制度」を2020年4月に導入すると発表した。
2020年5月28日、新型コロナウイルス対策の財源に充てるため、自身の7月から12月までの月額給与を20%減額すると発表した。副市長については10%、教育長と常勤監査委員については8%、それぞれ同期間減額する。

### 5期目
2023年4月23日投開票の市長選挙では、現職の大西秀人に、無所属新人の灘波博司が挑む、8年ぶりの選挙戦となった。
大西秀人が90,485票、灘波博司が52,798票で5期目の当選。（5期目でありながら、度重なる無投票により2度目の選挙）

## 年譜
- 1959年 8月23日生まれ[14]
- 1982年 東京大学法学部卒業、自治省入省
- 1986年 自治省財政局財政課主査
- 1987年 北九州市財政局資金課長
- 1989年 岐阜県総務課長、財政課長
- 1993年 自治省税務局企画課課長補佐
- 1995年 国土庁阪神・淡路大震災担当大臣特命室
- 同年 北海道財政課長、地域振興室長
- 1999年 自治省税務局税務企画官
- 2000年 島根県総務部長
- 2005年 総務省自治財政局地域企業経営企画室長
- 2006年 総務相情報通信政策局地域放送課長
- 同年 総務省を退官(11月2日付)
- 2007年 市長選挙で無投票初当選。5月2日、第16代高松市長に就任（1期目）
- 2011年 市長選挙で無投票で再選（2期目）
- 2015年 投開票の市長選挙で 3選（3期目）
- 2019年 市長選挙で無投票で 4選（4期目）
- 2023年 2度目の市長選挙で5選  （5期目）

## 役職
- 2008年 全国市長会相談役に就任[14]
- 2011年 公益財団法人日本都市センター理事長（非常勤）に就任[15]
- 同年 全国市長会介護保険対策特別委員会委員長に就任[14]
- 同年 社会保障審議会介護給付費分科会臨時委員に就任[14]
- 同年 社会保障審議会介護保険部会委員に就任[14]
- 2014年 医療介護総合確保促進会議構成員に就任[14]
- 2019年 全国市長会副会長に就任[14]

## その他
- 父の大西末廣（1931年 - 2004年）は、香川県議会議員を連続10期務めた県議会の重鎮[2]。香川県議会議長[16]。丸亀市名誉市民[16]。
- 映画 『百年の時計』に、市長役として本人が友情出演。